# Alexandre Letellier
Alexandre Letellier (* 11. prosince 1990) je francouzský profesionální fotbalista, který v současnosti hraje na pozici brankáře za klub Paris Saint-Germain FC.

## Klubová kariéra

### Paris Saint-Germain
Letellier se narodil v Paříži, svou kariéru začal v Paris Saint-Germain a během sezóny 2009/10 odehrál 14 ligových zápasů za jeho rezervní tým.

### Angers
Letellier přestoupil do Angers v létě 2010, ale během prvních dvou let v klubu se mu nepodařilo proniknout do prvního týmu. Svůj profesionální debut si odbyl 7. srpna 2012 při výhře 2:1 nad Nantes v Coupe de la Ligue a svůj první zápas v Ligue 2 odehrál za Angers později v téže sezóně, kdy udržel čisté konto při remíze 0:0 s Niortem 12. dubna 2013.
V lednu 2018 odešel Letellier do Young Boys na hostování do konce sezóny. V létě byl opět zapůjčen, tentokrát do Troyes, a to na sezónní hostování. V červenci 2019 se Letellier připojil k norskému týmu Sarpsborg 08 na hostování do konce roku.

### Orléans
Dne 27. ledna 2020 podepsal Letellier smlouvu s Orléans. Celkem zde odehrál šest zápasů, dokud klub nesestoupil z Ligue 2. V létě z klubu odešel zadarmo.

### Návrat do Paris Saint-German
Dne 25. září 2020 se Letellier vrátil do Paris Saint-Germain. S klubem podepsal smlouvu, která měla vypršet 30. června 2021. K tomuto datu podepsal prodloužení smlouvy, která ho udržela v PSG o rok déle.
Dne 21. května 2022, v posledním hracím dni sezóny 2021/22, nastoupil Letellier jako náhradník při výhře 5:0 nad Métami v Parku princů a debutoval za PSG. Stal se tak 484. hráčem, který hrál za tento klub, a získal zlatou medaili pro vítěze Ligue 1. Dne 6. července 2022 bylo oznámeno, že Letellier podepsal s klubem novou dvouletou smlouvu. Dne 3. června 2023 nastoupil Letellier opět jako náhradník v posledním zápase sezóny, tentokrát při domácí porážce 3:2 s Clermontem, kdy se PSG znovu stalo mistrem Ligue 1.

## Osobní život
Letellier má s manželkou Chloé syna.

## Statistiky

### Klubové
Platí k zápasu hranému 3. června 2023.
| Klub                     | Sezóna            | Liga               | Liga   | Liga | Národní pohár | Národní pohár | Ligový pohár | Ligový pohár | Ostatní | Ostatní | Celkově | Celkově |
| Klub                     | Sezóna            | Soutěž             | Zápasy | Góly | Zápasy        | Góly          | Zápasy       | Góly         | Zápasy  | Góly    | Zápasy  | Góly    |
| ------------------------ | ----------------- | ------------------ | ------ | ---- | ------------- | ------------- | ------------ | ------------ | ------- | ------- | ------- | ------- |
| Paris Saint-Germain B    | 2009/10           | CFA                | 14     | 0    | —             | —             | —            | —            | —       | —       | 14      | 0       |
| Angers                   | 2010/11           | Ligue 2            | 0      | 0    | 0             | 0             | 0            | 0            | —       | —       | 0       | 0       |
| Angers                   | 2011/12           | Ligue 2            | 0      | 0    | 0             | 0             | 0            | 0            | —       | —       | 0       | 0       |
| Angers                   | 2012/13           | Ligue 2            | 1      | 0    | 0             | 0             | 3            | 0            | —       | —       | 4       | 0       |
| Angers                   | 2013/14           | Ligue 2            | 6      | 0    | 2             | 0             | 1            | 0            | —       | —       | 9       | 0       |
| Angers                   | 2014/15           | Ligue 2            | 4      | 0    | 1             | 0             | 2            | 0            | —       | —       | 7       | 0       |
| Angers                   | 2015/16           | Ligue 1            | 17     | 0    | 1             | 0             | 1            | 0            | —       | —       | 19      | 0       |
| Angers                   | 2016/17           | Ligue 1            | 6      | 0    | 3             | 0             | 0            | 0            | —       | —       | 9       | 0       |
| Angers                   | 2017/18           | Ligue 1            | 13     | 0    | 0             | 0             | 1            | 0            | —       | —       | 14      | 0       |
| Angers                   | Celkově           | Celkově            | 47     | 0    | 7             | 0             | 8            | 0            | —       | —       | 62      | 0       |
| Angers B                 | 2012/13           | National 3         | 9      | 0    | —             | —             | —            | —            | —       | —       | 9       | 0       |
| Angers B                 | 2013/14           | National 3         | 10     | 0    | —             | —             | —            | —            | —       | —       | 10      | 0       |
| Angers B                 | 2014/15           | National 3         | 7      | 0    | —             | —             | —            | —            | —       | —       | 7       | 0       |
| Angers B                 | 2015/16           | National 3         | 4      | 0    | —             | —             | —            | —            | —       | —       | 4       | 0       |
| Angers B                 | 2016/17           | National 3         | 5      | 0    | —             | —             | —            | —            | —       | —       | 5       | 0       |
| Angers B                 | 2017/18           | National 3         | 1      | 0    | —             | —             | —            | —            | —       | —       | 1       | 0       |
| Angers B                 | Celkově           | Celkově            | 36     | 0    | —             | —             | —            | —            | —       | —       | 36      | 0       |
| Young Boys (hostování)   | 2017/18           | Swiss Super League | 1      | 0    | 0             | 0             | —            | —            | —       | —       | 1       | 0       |
| Troyes (hostování)       | 2018/19           | Ligue 2            | 1      | 0    | 1             | 0             | 3            | 0            | —       | —       | 5       | 0       |
| Sarpsborg 08 (hostování) | 2019              | Eliteserien        | 15     | 0    | 0             | 0             | —            | —            | —       | —       | 15      | 0       |
| Orléans                  | 2019/20           | Ligue 2            | 6      | 0    | 0             | 0             | 0            | 0            | —       | —       | 6       | 0       |
| Paris Saint-Germain      | 2020/21           | Ligue 1            | 0      | 0    | 0             | 0             | —            | —            | 0       | 0       | 0       | 0       |
| Paris Saint-Germain      | 2021/22           | Ligue 1            | 1      | 0    | 0             | 0             | —            | —            | 0       | 0       | 1       | 0       |
| Paris Saint-Germain      | 2022/23           | Ligue 1            | 1      | 0    | 0             | 0             | —            | —            | 0       | 0       | 1       | 0       |
| Paris Saint-Germain      | 2023/24           | Ligue 1            | 0      | 0    | 0             | 0             | —            | —            | 0       | 0       | 0       | 0       |
| Paris Saint-Germain      | Celkově           | Celkově            | 2      | 0    | 0             | 0             | —            | —            | 0       | 0       | 2       | 0       |
| Celkově v kariéře        | Celkově v kariéře | Celkově v kariéře  | 122    | 0    | 8             | 0             | 11           | 0            | 0       | 0       | 141     | 0       |

## Úspěchy
Angers
- Poražený finalista Coupe de France: 2016/17

Young Boys
- Swiss Super League: 2017/18
- Poražený finalista Švýcarského poháru: 2017/18

Paris Saint-Germain
- Ligue 1: 2021/22, 2022/23